# Енфріт (король Берніції)
Енфріт (давн-англ. Eanfrith; близько 590  —634) — король Берніції у 633—634 роках.

## Життєпис
Походив з династії Еоппінгів. Старший син Етельфріта, короля Нортумбрії, та Бебби, сестри піктського короля Нехтона II. Народився близько 590 року, напевне, в Беббанбурзі. Про молоді роки нічого невідомо, можливо разом з батьком брав участь у походах проти бриттів. У 616 році після поразки та загибелі Етельфріта у битві зі східноанглійським королем Редвальдом біля річки Айдл, Енфріт разом з братами втік до Піктії.
Протягом майже 20 років мешкав при дворі піктських королів Нехтона II, Кініоха I, Гартнарта III. Його було похрещено. З сестрою останнього у 631 році Енфріт одружився.
Після загибелі Едвіна, короля Нортумбрії, у 633 році Енфріт повернувся на батьківщину і захопив владу в Берніції. Слідом за цим відвернувся від християнства, повернувшись до поганських вірувань. Він уклав союз з Осріком, королем Дейри, спрямований проти Кадваллона, правителя бриттського королівства Гвінед. Втім він діяв окремо від Осріка, який загинув у 634 році. Після цього Енфріт спробував укласти з Кадваллоном і з'явився в його табір з 12 обраними людьми, але його було схоплено і вбито. Владу перебрав його брат Освальд.

## Родина
Дружина — (ім'я невідоме), донька Гвіда та сестра Гарнарта III, короля Піктії
Діти:
- Талоркан, король піктів у 653—657 роках
- донька